# Spirituskreis
Der Spirituskreis wurde 1890 von dem Althistoriker Eduard Meyer und dem Philosophen Benno Erdmann gegründet und war eine Gemeinschaft von geisteswissenschaftlichen Gelehrten an der Universität Halle (Saale), die sich als „Elite der Eliten“ verstand. Vorbild hierfür war die damalige Berliner Mittwochsgesellschaft.

## Geschichte des Spirituskreises
Ende des 19. Jahrhunderts schlossen sich an vielen Universitäten Wissenschaftler zu Vortrags- und Diskussionsrunden zusammen. In Halle (Saale) begründeten 12 Geisteswissenschaftler den Spirituskreis. Sie waren alle Anhänger des Neuhumanismus. Die tragenden Fakultäten, aus denen Mitglieder ernannt wurden, waren die Philosophische, die Juristische und die Theologische. Bis 1933 hatte der Spirituskreis großen Einfluss auf das Universitätsleben, so wurden aus ihren Reihen 20 Rektoren berufen, dazu viele Dekane und Senatoren. Ihrer Denkungsart gemäß nahmen sie auch Einfluss auf soziale und kulturelle Probleme, nicht nur innerhalb der Universität. Als Beispiel sei genannt, dass der Philosoph Paul Menzer das Sozialwerk für Studenten Anfang der 1920er Jahre gründete. In dieser Zeit initiierten Mitglieder wie der Philologe Carl Robert einen Theaterverein, der das Theater Bad Lauchstädt unterstützte.
1933 wurde der Einfluss eingeschränkt.
Die Mitglieder des Spirituskreises verkörperten in jeweils individueller Weise die politische und geistige Tradition des Bildungsbürgertums in Deutschland. Bis zum Verbot 1958 durch Walter Ulbricht agierte der Kreis unter vier verschiedenen politischen Systemen: Deutsches Kaiserreich, Weimarer Republik, Drittes Reich und DDR. Seine Mitglieder blieben ihren politischen Identifikationsmerkmalen treu: Zustimmung zur Monarchie; abwartend bis ablehnend gegenüber der Weimarer Republik; distanziert bis ablehnend gegenüber der NS-Diktatur und Gegner der sozialistischen Diktatur.

## Die Zerschlagung des Spirituskreises
1958 kam es im Zuge einer großen, DDR-weiten Kampagne der SED-Führung gegen bürgerliche Wissenschaftler an vielen Universitäten zum Angriff auf den Spirituskreis. Man wollte sogenannte „revisionistische“ Tendenzen beseitigen.
Aufgrund der Denunzierung des Spirituskreis-Mitglieds Kurt Aland durch die ehemalige Assistentin (Ingrid Schulze, Kunsthistorikerin) wurden alle zwölf Mitglieder auf Anordnung der SED unter ständige Beobachtung gestellt. Telefone wurden abgehört, Briefwechsel wurden kontrolliert, Häuser wurden beobachtet. Aus Sicht der SED handele es sich um eine Art antisozialistischen Geheimbund, der die Geschicke der Universität illegal und konspirativ lenke und leite. Ziel des Spiritus-Kreises sei die „Untergrabung und Beseitigung der sozialistischen Ordnung“ in der DDR.
Am Abend des 15. März 1958 wurden bei dem letzten Treffen des Kreises im Hause Erich Hoffmanns zwei Mitglieder als Staatsfeinde festgemacht, Kurt Aland unter dem Vorwurf einer „negativen Einstellung zur DDR“, Aufruf zum Widerstand und Kontakt zu dem geflohenen Otto Dibelius sowie Hoffmann unter dem Vorwurf der Spionage. Der Spirituskreis wurde offiziell verboten.
Kurt Aland, Karl Bischoff und Hans Haussherr flohen daraufhin mit ihren Familien aus der DDR. Erwin Reichenbach und Erich Hoffmann traten als Dekane zurück.

## Mitglieder und Dauer der Mitgliedschaft
Es fand in regelmäßigen Treffen ein wissenschaftlicher Meinungsaustausch statt, der stets an zeitgenössische, kulturell-wissenschaftliche und politische Themen anknüpfte. Die Mitgliederzahl betrug nie mehr als 12, da diese Zahl ein Ausdruck der „Gotthaften Vollkommenheit“ darstellte. Verstarb eines der Mitglieder oder trat freiwillig aus, wurde von den verbliebenen Mitgliedern ein Nachfolger festgelegt.
Waren bis 1945 zumeist Geisteswissenschaftler Mitglieder des Spirituskreises, so wurden nach 1945 auch Naturwissenschaftler in den Spirituskreis aufgenommen, da sie weniger ideologisch gebunden waren.

## Spätere offizielle Stellungnahme
Der Akademische Rat der Martin-Luther-Universität Halle-Wittenberg würdigte am 11. Juli 1990 das Wirken von Kurt Aland und Erich Hoffmann:
„Der Akademische Senat verurteilt die Entscheidung der damals Verantwortlichen. Die Martin-Luther-Universität wird das Wirken der international geachteten Gelehrten, die sich in ihren Ansichten ihrem wissenschaftlichen Gewissen verpflichtet fühlten, in ihrer zukünftigen Arbeit bewahren und weiterführen.“

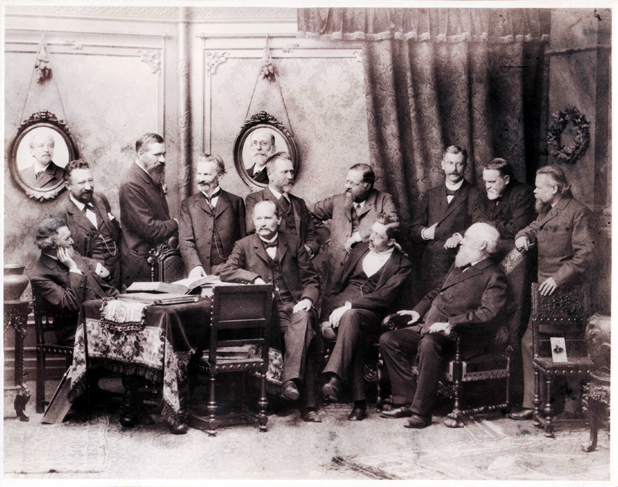
Mitglieder des Spirituskreises 1902

### Gründungsmitglieder
- Eduard Meyer, Althistoriker (1890–1902)
- Benno Erdmann, Philosoph (1890–1898)
- Wilhelm Dittenberger, Altphilologe (1890–1906)
- August Müller, Orientalist (1890–1892)
- Richard Pischel, Indologe (1890–1902)
- Carl Robert, Altphilologe (1891–1922)
- Erich Haupt, Theologe (1890–1910)
- Emil Kautzsch, Alttestamentler (1890–1910)
- Friedrich Loofs, Theologe (1890–1928)
- Johannes Conrad, Nationalökonom (1890–1915)
- Edgar Loening, Jurist (1890–1919)
- Hermann Johann Schmidt, Verwaltungsjurist (1892–1901)

### Nachfolgende Mitglieder
- Rudolf Stammler, Jurist (1893–1916)
- Max Reischle, Theologe (1899–1905)
- Alois Riehl, Philosoph (1899–1905)
- Georg Wissowa, Altphilologe (1902–1920)
- Ulrich Wilcken, Althistoriker (1903–1906)
- Wilhelm von Blume, Jurist (1906–1912)
- Eduard Brückner, Geograph (1906–1906)
- Adolph Goldschmidt, Kunsthistoriker (1906–1912)
- Benedikt Niese, Althistoriker (1908–1910)
- Alfred Philippson, Geograph (1908–1911)
- Paul Drews, Theologe (1910–1912)
- Otto Kern, Altphilologe (1919–1942)
- Ernst von Stern, Altertumswissenschaftler (1911–1924)
- Johannes Biermann, Jurist (1912–1915)
- Philipp Strauch, Germanist (1912–1920 ausgetreten)
- Wilhelm Waetzoldt, Kunsthistoriker (1912–1920)
- Gustav Aubin, Jurist (1920–1934)
- Gustav Boehmer, Jurist (1920–1934)
- Ernst von Dobschütz, Theologe (1920–1934)
- Johannes Ficker, Theologe (1920–1930 ausgetreten)
- Julius von Gierke, Jurist (1920–1925)
- Rudolf Unger, Literaturhistoriker (1920–1921)
- Albert Werminghoff, Mediävist (1920–1923)
- Theodor Ziehen, Philosoph (1920–1930)
- Georg Karo, Archäologe (1921–1930)
- Arnold Schering, Musikhistoriker (1924–1928)
- Carl Bilfinger, Jurist (1925–1935)
- Horst Stephan, Theologe (1925–1926)
- Paul Frankl, Kunsthistoriker (1928–1934)
- Georg Wehrung, Theologe (1928–1931)
- Ernst Kohlmeyer, Theologe (1931–1934)
- Wilhelm Weber, Althistoriker (1931–1932)
- Siegfried Kaehler, Historiker (1934–1935)
- Waldemar Mitscherlich, Staatswissenschaftler (1934–1940)
- Julius Stenzel, Philosoph (1934–1935)
- Werner Mulertt, Romanist (1937–1944)
- Franz Specht, Indogermanist (1937–1937)
- Rudolf Schmidt, Jurist (1938–1938)

### Mitglieder nach 1945 bis zum Verbot 1958
- Paul Menzer, Philosoph (1910–1958, Tag des Verbotes)
- Georg Baesecke, Germanist (1922–1951)
- Otto Eißfeldt, Theologe (1931–1958, Tag des Verbotes)
- Max Schneider, Musikwissenschaftler (1931–1958, Tag des Verbotes)
- Gerhard Heinzelmann, Theologe (1934–1951)
- Friedrich Karl Schumann, Theologe (1934–1948)
- Martin Lintzel, Historiker (1937–1955)
- Hans Ahrbeck, Pädagoge (1948–1958, Tag des Verbotes)
- Carl Hinrichs, Historiker (1948–1951)
- Hermann Mirbt, Jurist (1948–1950)
- Wilhelm Worringer, Kunsthistoriker (1948–1950)
- Carl Meyrich, Volkswirt (1949–1950)
- Kurt Aland, Kirchenhistoriker (1950–1958, Tag des Verbotes)
- Hans Gallwitz, Geologe (1950–1958, Tag des Verbotes)
- Erhard Hübener, Politiker (1950–1958, Tag des Verbotes)
- Bernd Lueken, Physiologe (1951–1958, Tag des Verbotes)
- Wolf Schubert, Kunsthistoriker (1951–1958, Tag des Verbotes)
- Karl Bischoff, Germanist (1935–1958, Tag des Verbotes)
- Erich Hoffmann, Agrarwissenschaftler (1954–1958, Tag des Verbotes)
- Hans Haussherr, Historiker (1955–1958, Tag des Verbotes)